# Grand-Vabre
Grand-Vabre is een plaats en voormalige gemeente in het departement Aveyron in Frankrijk. De plaats maakt deel uit van het arrondissement Rodez en, sinds op 22 maart het kanton Conques werd opgeheven, van het kanton Lot et Dourdou. De gemeente fuseerde op 1 januari 2016 met Conques, Noailhac en Saint-Cyprien-sur-Dourdou tot de commune nouvelle Conques-en-Rouergue.

## Geografie
De oppervlakte van Grand-Vabre bedraagt 28,8 km², de bevolkingsdichtheid is 14,4 inwoners per km².
De onderstaande kaart toont de ligging van Grand-Vabre met de belangrijkste infrastructuur en aangrenzende gemeenten.

## Demografie
Onderstaande figuur toont het verloop van het inwonertal (bron: INSEE-tellingen).

Vanwege een beveiligingsprobleem met de MediaWiki Graph-software is het momenteel niet mogelijk deze grafiek weer te geven. Zodra de software is bijgewerkt zal de grafiek vanzelf weer zichtbaar worden.